# 메흐메트 외잘
메흐메트 외잘(튀르키예어: Mehmet Özal 1978년 10월 31일~)은 튀르키예의 전직 레슬링 선수이다. 2004년 하계 올림픽과 2008년 하계 올림픽 그레코로만형 헤비급에 참가했고 2004년 올림픽에서 동메달을 획득했다. 또한 세계 선수권 대회에서 금메달 1개, 동메달 1개를 획득했고 유럽 선수권 대회에서 동메달 1개를 획득했다.